# Jonathan Moffett
Jonathan Phillip “Sugarfoot” Moffett (Nova Orleães, 17 de novembro de 1954), é um baterista estadunidense. Ganhou a alcunha “Sugarfoot” por sua fenomenal técnica de tocar bumbo.
Moffet é notório por ter sido o baterista do Michael Jackson, com o qual trabalhou por mais de 30 anos, quando este ainda fazia parte dos Jackson Five. Moffet tocou ainda com músicos renomados, como Madonna, George Michael, Elton John, Stevie Wonder, e outros.

## Discografia

### Albums
| Ano  | Álbum                                   | Artista                        | Credito(s)                                                        |
| ---- | --------------------------------------- | ------------------------------ | ----------------------------------------------------------------- |
| 2009 | Christmas Again                         | Self                           | Song Writer, arranger, Background Vocals, Drum Overdubs, producer |
| 2008 | Original Album Classics                 | The Jackson 5                  | Main Personnel                                                    |
| 2004 | The Essential Jacksons                  | The Jacksons                   | Bateria                                                           |
| 2003 | Universo Fortis                         | Alberto Fortis                 | Musician                                                          |
| 2002 | Something Beautiful                     | Color Theory                   | Bateria, Percussão                                                |
| 2000 | Come Play with Me                       | Amanda Shelby                  | Bateria                                                           |
| 2000 | Sexy Sweet Thing                        | Cameo                          | Vocals (Background)                                               |
| 2001 | Victory/Triumph (Reissue)               | The Jacksons                   | Bateria                                                           |
| 1999 | Three for One Box Set                   | Madonna                        | Bateria, Percussão                                                |
| 1999 | Rewind                                  | Vasco Rossi                    | Bateria                                                           |
| 1998 | Star Kid (Soundtrack)                   | Nicholas Pike                  | Bateria                                                           |
| 1997 | Flesh and Bone                          | Richard Marx                   | Bateria                                                           |
| 1996 | Don't Be Scared by These Hands          | Fee Waybill                    | Bateria                                                           |
| 1996 | Kissing Rain                            | Roch Voisine                   | Bateria                                                           |
| 1996 | The Real Deal                           | Edgar Winter                   | Bateria                                                           |
| 1994 | Paid Vacation                           | Richard Marx                   | Bateria                                                           |
| 1993 | Pretty Vultures                         | Ten Inch Men                   | Bateria                                                           |
| 1993 | Duets                                   | Elton John                     | Bateria                                                           |
| 1993 | Five Live                               | George Michael                 | Bateria                                                           |
| 1992 | Nerve Net                               | Brian Eno                      | Bateria                                                           |
| 1992 | The Complete Collection and Then Some.. | Barry Manilow                  | Bateria                                                           |
| 1991 | Rush Street                             | Richard Marx                   | Bateria                                                           |
| 1990 | To Be Continued... (box set)            | Elton John                     | Bateria                                                           |
| 1990 | I'm Breathless                          | Madonna                        | Bateria, Percussão                                                |
| 1990 | Blond Ambition World Tour Live          | Madonna                        | Bateria                                                           |
| 1990 | The Immaculate Collection               | Madonna                        | Bateria, Percussão                                                |
| 1989 | Animotion                               | Animotion                      | Bateria                                                           |
| 1989 | Mr. Jordan                              | Julian Lennon                  | Bateria                                                           |
| 1989 | 2300 Jackson Street                     | The Jacksons                   | Bateria                                                           |
| 1989 | Sleeping With the Past                  | Elton John                     | Bateria                                                           |
| 1989 | Like A Prayer                           | Madonna                        | Bateria, Percussão                                                |
| 1989 | The CBS Collection (5xCD)               | The Jacksons                   | Bateria                                                           |
| 1989 | The Jacksons LP                         | The Jacksons                   | Bateria                                                           |
| 1988 | Hope for the Runaway                    | Kenny Loggins                  | Bateria                                                           |
| 1988 | This Is Serious                         | Marilyn Martin                 | Bateria                                                           |
| 1988 | La Cocina Caliente                      | Luis Conte                     | Bateria                                                           |
| 1988 | Forever                                 | Chapter 8                      | Bateria                                                           |
| 1988 | Coming to America                       | Soundtrack                     | Song Writer, arranger, Background Vocals, Drum Overdubs, producer |
| 1988 | One More Story                          | Peter Cetera                   | Bateria                                                           |
| 1988 | Us                                      | Nick Kamen                     | Bateria                                                           |
| 1987 | Who's That Girl Live in Japan           | Madonna                        | Bateria                                                           |
| 1987 | Timothy B.                              | Timothy B. Schmit (The Eagles) | Percussão, Cymbals                                                |
| 1986 | True Blue                               | Madonna                        | Bateria, Percussão                                                |
| 1984 | Ciao Italia: Live in Italy              | Madonna                        | Bateria                                                           |
| 1984 | Dream Street                            | Janet Jackson                  | Bateria                                                           |
| 1984 | Jermaine Jackson                        | Jermaine Jackson               | Bateria                                                           |
| 1984 | [[Victory (The Jacksons album)\|Victory | The Jacksons                   | Bateria                                                           |
| 1983 | Standing on the One                     | Job Gibson                     | Bateria                                                           |
| 1982 | Diana's Duets                           | Diana Ross                     | Bateria                                                           |
| 1982 | Heartbeats                              | Yarbrough and Peoples          | Bateria                                                           |
| 1982 | Silk Electric                           | Diana Ross                     | Bateria                                                           |
| 1981 | The Jacksons Live!                      | The Jacksons                   | Bateria                                                           |
| 1980 | The Two of Us                           | Yarbrough and Peoples          | Bateria                                                           |